# معركة الحنو
معركة الحنو وقعت معركة الحنو بعدما اخبروا قبيلة الدعاجين من عتيبة ابن اخ سعود بن عبدالعزيز بن متعب بن رشيد سلالة من أفضل سلالات الإبل في الجزيره العربيه تسمى ( لحيات ) إبل قبيلة القريشات احد قبائل سبيع فقرر غزو قبائل سبيع في وديانها عالية نجد ( الخرمه رنيه ) المعقل الرئيسي لقبائل سبيع فتوجه بجيشه من شمر وبنو تميم وبني رشيد ومن حضر حائل الى الوديان للإستيلاء على تلك الإبل ( لحيات ) وعندما علمت قبائل سبيع بغزو ابن رشيد لها لإخذ الإبل المذكوره أستعدت له فقاموا بإدخال ابلهم في منطقه شديدة الوعوره تدعى الحرة وتقع الحرة بين الواديين الخرمه ورنيه وعند هجهم للإبل تعثرت ناقة فاطر من تلك الإبل النادره وهي للشيخ الفارس الشاعر جري بن هملان القريشي السبيعي راعي ملقا فقام بقتلها حتى لايشاع عند العرب بأن ابن رشيد أخذ شيئ من تلك الإبل وادخلت الابل في الحرة الشديدة الوعورة التي لايعرف مسالكها الا اهلها , وعندما وصل ابن رشيد الى المنطقة رأى أحد سبوره ناقة مجهم ميتة فأخبر ابن رشيد عنها فقال ابن رشيد لقومه ان سبيع قد اخفو ابلهم الحرة ’ فأراد ان يتاكد من صحة كلام عتيبة وبعض القبائل التي تمدح تلك الإبل فنزل بنفسه لرؤيتها فتأكد من صدق قول عتيبة والقبائل الأخرى بان تلك الإبل تزيد عن الإبل الأخرى ( بريشية ) فأعد العدة على أخذ تلك الإبل بالطيب أو القوة فشن حربه على قبائل سبيع
ودارت حرب كبيرة ظروس شرسة بين الطرفين انتصروا فيها قبيلة سبيع على جيش ابن رشيد ورجع الى دياره منهزما يجرجر اذيال الحرمان من تلك الابل التي كانت سببا لغزوته ولم ينل منها ولا ناقة واحدة و ( لحيات ) ابل قبيلة القريشات سوداء مجاهيم غرابية تمتاز بعرض الجنبين ولكن الله لم يوفق ابن رشيد للإستيلاء عليها وذلك لاستبسال السبعان دونها وعند رجوعه الى دياره مر على منطقه تسمى المويه فأنشد قصيدته المشهورة
جيت ابي لحيات بالماريه
= قيل مامثله مع العرباني
تشبه مع زايد الريشيه
= خردن في روشن السلطاني
وهوكرت فوق المويه شويه
= وروحت مع سايح الريضاني
اشهد ان لحيات بالماريه
= فوق وصف يقوله العتباني
مير دونه شذرة الهنديه
وأربع جموعا من السبعاني
ياهل الوديان يالحوريه
= احذروا علم يجيكم ثاني
ورد من قبيلة سبيع الفارس خالد بن هرسان القريشي
ما تركتوها لنا ماويه
لين ذقتوا ضربت السبعاني
وان رجعتوا عندنا مثنيه
ضربة تقضي على العدواني
دون لحيات ألف واربع وميه
= بين ابن ناصر وابن هملاني
يحسب انا الضيغمي شاويه
= ما درى أنا نيتم الوغداني
وانتمنا صيد راس الحيه
= يومها اللي توفى الديداني 
يقول الشيخ الشاعر عجران بن شرفي ال علي السبيعي في ابن رشيد
كل قد ذاق حرب سيفه وطاوع
—الا سبيـع والسهول ويام